# 西魏
西魏（535年－557年）是中國魏晉南北朝時期中的北朝的一個地方政权，是由鮮卑人宇文泰擁立北魏孝文帝元宏的孫子元宝炬為帝，與高歡所掌控的東魏對立，建都長安。至557年被北周取代，總止經歷兩代三帝，享國二十二年。
在整個西魏統治時期，一直都由權臣宇文泰以霸府的形態控制著政權，在他努力下，北方經濟逐漸恢復，人民安居樂業，而且屢勝東魏。

## 歷史
北魏孝武帝永熙三年十二月十五癸巳（535年2月3日），北魏权臣鮮卑人宇文泰弑孝武帝元修，并于次年正月戊申朔（535年2月18日）擁立北魏孝文帝元宏的另一个孫子南阳王元宝炬為帝，大赦並改元大統，追尊皇考元愉為文景皇帝，皇妣楊奧妃為皇后。
西魏文帝大统元年正月初二己酉（535年2月19日），宇文泰進丞相、略陽公以及都督中外諸軍、錄尚書事、大行臺，改封安定郡公，并以尚書令斛斯椿為太保。乙卯（535年2月25日），立妃乙氏為皇后，立皇子元欽為皇太子。甲子（535年3月6日），以廣陵王元欣為太傅，以儀同三司萬俟壽樂幹為司空。二月，前南青州刺史大野拔斬兗州刺史樊子鵠，投降東魏。
宇文泰在三次戰役中大敗東魏，奠定宇文氏在關中的基礎。宇文泰任用漢人蘇綽等官員進行改革，使西魏進一步強盛。
大統十七年（551年），元宝炬駕崩（一说系宇文泰所弑），太子元欽即位，沿用西魏文帝年號。
552年，去年號，稱元年。
553年，宇文泰主動去丞相位。此时，梁元帝为与占据益州的萧纪争夺帝位，请西魏攻取益州。秋八月，大將軍尉遲迥攻克成都，平定劍南；萧纪随即为梁元帝所灭。同年冬十一月，尚書元烈謀誅安定公宇文泰，反被宇文泰所處死。元欽對此事常有怨言，欲誅宇文泰，竟聯合宇文泰的女婿李基、李暉和于翼。結果被三人告密。
554年春正月，元欽被宇文泰所廢，立其弟齊王元廓即恭帝。四月庚戌，宇文泰用毒酒毒死元欽。后西魏君臣又恢复鲜卑姓氏。
555年，西魏攻破蕭梁國都江陵，迫使梁元帝投降（但并没有灭亡梁朝）。
556年，宇文泰病死，由宇文泰的嫡長子宇文覺承襲為安定郡公、太師、大冢宰。
557年，宇文泰之侄宇文護迫西魏恭帝禪讓，由宇文覺即位天王，建立北周，建都長安（即今陝西西安）。恭帝被改封为宋国公，随即被宇文护所杀。
《周书》记载，西魏宗室并未遭北周屠戮，且多人仍为高官。但一些史书记载和墓志显示，魏恭帝被害前后，其弟、子等宗室也遭北周杀害，西魏皇室多有沦为官奴者，后由周明帝赦免。周明帝以元罗为韩国公，奉祀西魏。

## 外交

### 與東魏的關係
曾因接纳东魏叛将侯景而与东魏交战。但侯景与西魏皆未完全信任对方，侯景很快叛投南朝梁。

### 與柔然的關係
552年，柔然人被突厥土門可汗擊敗，其汗國崩潰。柔然王室由鄧叔子率領，西支柔然南逃至西魏，西魏太師宇文泰不敢收留，將此部三千餘人收捕交還突厥使者，全數斬殺於長安青門外。

## 君主
| 肖像 | 庙号 | 谥号                        | 名讳                                                             | 在世时间     | 在位时间     | 年号及使用时间 | 年号及使用时间 | 陵寝 |
| ---- | ---- | --------------------------- | ---------------------------------------------------------------- | ------------ | ------------ | -------------- | -------------- | ---- |
| —    | —    | 文景皇帝 （文帝元宝炬追谥） | 元愉 （自立为帝，后被杀，孝明帝元诩追封临洮王）                  | 488年－508年 | 508年        | 建平           | 508年          | —    |
| —    | —    | 文皇帝                      | 元宝炬                                                           | 507年－551年 | 535年－551年 | 大统           | 535年－551年   | 永陵 |
| —    | —    | —                           | 元钦                                                             | 525年－554年 | 551年－554年 | —              | —              | —    |
| —    | —    | 恭皇帝                      | 拓跋廓 （复元氏为拓跋氏） （禅位于北周孝闵帝宇文觉，降封宋国公） | 537年－557年 | 554年－557年 | —              | —              | —    |